# Taiji (músico)
Yasushi "Taiji" Sawada (沢田 泰司?) (Ichikawa, Chiba, 12 de julio de 1966 - Saipán, Islas Marianas del Norte, EE.UU, 17 de julio de 2011), más conocido como Taiji, fue un músico y compositor japonés, famoso por su trabajo en la popular banda de metal X Japan.
En su infancia, Taiji creció escuchando a su padre tocar la guitarra y así fue interesándose por la música, creciendo su interés al escuchar a bandas como KISS y Rainbow.

## Taiji en bandas Indies
Al llegar a la juventud, Taiji se hacía llamar a sí mismo Ray, y con este seudónimo toco en las
bandas indies Trash y Dementia no fue hasta después de 1985 que al entrar a Prowler, cambia su alias a Taiji. En ese mismo año, se reúne con Jun (Exmiembro de X)
para formar Fatima proyecto que tuvo muy poco éxito, decidiendo Taiji abandonarlo e integrarse a la banda DeadWire.

## Salto a la Fama en X
En 1987 Taiji entra oficialmente a X, aportando a la banda, canciones como Desperate Angel y Voiceless Screaming y numerosos arreglos para las guitarras de hide y Pata, siendo considerado por hide "el mejor guitarrista de X", porque Taiji era el bajista de la banda.
En 1992, Taiji sostiene una discusión con el líder de la banda Yoshiki, que deja como consecuencia su salida de X.
La última aparición de Taiji con X fue en On the Verge of Destruction, los 3 conciertos consecutivos en el Tokyo Dome.

## Bandas después de X

### Loudness
Al dejar X, Taiji se une a la popular banda Loudness, apareciendo solo en "Loudness" y "Once And For All" debido a su corto tiempo de permanencia en la banda.

### Dirty Trashroad/D.T.R.
Otra de las bandas de Taiji al abandonar X, la cual obtuvo un éxito considerable, pero aun así se separaron tras editar algunos álbumes.

### Cloud Nine
En 1998, crea una banda llamada Cloud Nine, pero los deja en el 2001, la banda continua actividades sin Taiji.

## Inactividad musical y la muerte de hide
De 1994 a 1998, la actividad musical de Taiji fue truncada por una serie de eventos desfavorables en su vida, como su divorcio y algunos accidentes en su motocicleta. Al enterarse de la muerte de hide gracias a los medios, Taiji llegó al funeral como una persona más alcanzando a ver a hide por pocos minutos. Al reencontrarse con sus excompañeros de ahora X Japan, las primeras palabras que cruzaron entre ellos fueron "¿Que música has escuchado últimamente?".
Tras el fallecimiento de hide decide retomar su carrera musical, apareciendo en el álbum tributo a Cozy Powell, y con una serie de colaboraciones más.

## Después de retomar su carrera musical
Taiji tocaba el bajo de Cloud Nine, su antigua banda a la que regresó, y participó en varios tributos a X Japan, inclusive lanzó un álbum llamado "Roses and Blood, Indies of X".
Paralelo a Cloud Nine, Taiji trabaja con su hermana Masayo en un proyecto de tintes más ligeros llamado Otokaze, el cual lo dedica a su hija.
En el "hide Memorial Summit" el 4 de mayo de 2008, Taiji estuvo en los palcos del estadio donde se llevó a cabo el evento, el cual reunió a grandes bandas de Japón en tributo al fallecido Hideto Matsumoto.
Ha participado en revistas como Rockinf y medios como Players.tv (Attitude).
Recientemente apareció en una entrevista en el popular sitio de música japonesa JROCK REVOLUTION.
2009 THE KILLING RED ADDICTION
Una nueva banda, The Killing Red Addiction, formada por Dynamite Tommy (ex-COLOR) como vocalista, TAIJI (ex-X) en el bajo, TATSU (ex-GASTUNK) en la guitarra y Kenzi (ANTI FEMINISM) en la batería, tocará el 12 de mayo en Whisky A Go Go. Por el momento no se ha dado más información de la banda.
Las otras bandas que se presentaron en el evento fueron NIRF, the widOwed, Lemon Drop Kick, Missing Gloree, Laissez Faire y Gravity Core.

## Arresto y posterior suicidio
El músico fue arrestado el 15 de julio de 2011 por unos altercados provocados durante un vuelo cuando se dirigía a Saipán a pasar vacaciones en el que golpeó a un pasajero y a una de las azafatas. Tras declarar su culpabilidad en los hechos, Taiji intentó suicidarse colgándose en su celda usando una sábana. Lo trasladaron al hospital en estado grave donde fue declarado cerebralmente muerto y sólo era mantenido vivo con un soporte vital.                   
Tanto su madre como su prometida accedieron a que se le desconectara.
Taiji finalmente acabó falleciendo el 17 de julio de 2011 a las 11 a. m. hora local.

## Dudas sobre su muerte y sospechas de asesinato
Aunque en un principio se dijo que Taiji intentó suicidarse colgándose en su celda, las sospechas sobre su muerte siempre existieron por muchos motivos, uno de ellos fueron los conciertos que retomó como segundo bajista junto con X Japan, donde para muchos mostró que su carrera iba de regreso. Además de su libro “X no Sei to Shi” donde habla de la muerte de hide y de cómo éste le enseñó que tiene que vivir por la música. 
En los últimos años las sospechas sobre su muerte no sólo han crecido entre sus fanes sino también entre sus familiares y amigos quienes siempre conocieron el carácter fuerte y las ganas de vivir de Taiji.
Poco tiempo después de la trágica y sospechosa muerte de Taiji, su prometida pidió que se reabrieran las investigaciones sobre su muerte, asimismo a través del sitio change.org pide el apoyo de los fanes para esclarecer lo que pasó dentro de esa cárcel, que terminó con la vida de Taiji.  Sin embargo aún hoy en día no se sabe qué fue lo que realmente sucedió.